# Dupont (Familienname)
Dupont (auch du Pont, Du Pont, duPont und Dupond; dt. „von der Brücke“) ist ein französischer Familienname, der ursprünglich jemanden bezeichnete, der an oder nahe einer Brücke wohnte.

## Namensträger

### A
- Albert Dupont-Willemin (vor 1935–1977), Schweizer Jurist und Politiker (SP)
- Alfred I. du Pont (Alfred Irénée du Pont; 1864–1935), US-amerikanischer Industrieller
- Alfred V. du Pont (Alfred Victor Philadelphe du Pont de Nemours; 1798–1856), französisch-US-amerikanischer Industrieller
- André Dupont (Rosenzüchter) (1742–1817), französischer Rosenzüchter
- André Dupont (Politiker) (1894–1982), französischer Politiker (SFIO)
- André Dupont (Historiker) (1897–1972), französischer Historiker
- André Dupont (Erzbischof) (1902–1999), französischer Geistlicher, Erzbischof von Bobo-Dioulasso
- André Dupont (Eishockeyspieler) (* 1949), kanadischer Eishockeyspieler
- Andrea Dupont (* 1980), kanadische Skilangläuferin
- Andrée Dupont-Roc, französische Curlerin
- Ann Dupont (1915–1998), US-amerikanische Jazzmusikerin
- Antoine Dupont (* 1996), französischer Rugbyspieler
- Arthur Dupont (* 1985), französischer Schauspieler
- Auguste Dupont (1827–1890), belgischer Pianist und Komponist
- Aurélie Dupont (* 1973), französische Balletttänzerin

### B
- Bernard Dupont (1933–1990), Schweizer Politiker
- Brodie Dupont (* 1987), kanadischer Eishockeyspieler und -trainer

### C
- Célestin du Pont († 1859), französischer Kardinal, Erzbischof von Bourges
- Charles Brook Dupont-White (1807–1878), französischer Volkswirt
- Charles Dupond (1872–1952), belgischer Ornithologe
- Clara Dupont-Monod (* 1973), französische Journalistin und Schriftstellerin
- Clément Dupont (1899–1993), französischer Rugby-Union-Spieler
- Clifford Dupont (1905–1978), rhodesischer Politiker, Präsident

### D
- Daniel Dupont (* 1945), belgischer Hockeyspieler
- Denis Dupont, eigentlich Denis Boudy, (gegen 1767–1856),  französischer Schauspieler
- Denise Dupont (* 1984), dänische Curlerin
- Dominique Dupont-Roc (* 1963), französischer Curler

### E
- Eleuthère Irénée du Pont (Eleuthère Irénée du Pont de Nemours; 1771–1834), französischer Chemiker
- Eleuthere Paul du Pont (1887–1950), US-amerikanischer Industrieller
- Émile Dupont (Politiker, 1834) (1834–1912), belgischer Politiker
- Émile Dupont (Politiker, 1848) (1848–1922), französischer Politiker
- Émile Dupont (Sportschütze) (1887–1959), belgischer Sportschütze
- Émile Dupont (Rennfahrer), französischer Autorennfahrer
- Émile Dupont (Politiker, 1911) (1911–1991), Schweizer Politiker
- Enrique Dupont (* 1958), uruguayischer Segler
- Éric Dupond-Moretti (* 1961), französischer Strafverteidiger und Politiker, Justizminister Frankreichs
- Eric Dupont (* 1973), französischer Filmregisseur
- Ewald André Dupont (1891–1956), deutscher Filmregisseur und Drehbuchautor

### F
- Florence Dupont, französische Romanistin und Autorin

### G
- Gabriel Dupont (1878–1914), französischer Komponist
- Georges Dupont (Chemiker) (1884–1958), französischer Chemiker
- Georges Dupont (Leichtathlet) (1903–1983), französischer Sprinter
- Georges-Hilaire Dupont (1919–2020), französischer Ordensgeistlicher, Bischof von Pala
- Ghislaine Dupont (1956–2013), französischer Journalist
- Gratien Du Pont, misogyner französischer Humanist und Romanist
- Gretl Dupont (1893–1965), deutsche Schauspielerin
- Gustav Dupont (1897–1912), deutscher Opernsänger

### H
- Henry A. du Pont (1838–1926), US-amerikanischer Politiker
- Herbert L. DuPont (* 1938), US-amerikanischer Mediziner
- Hubert Dupont (Musiker) (* 1959), französischer Jazzmusiker
- Hubert Dupont (Radsportler) (* 1980), französischer Radrennfahrer

### I
- Ilse Lotz-Dupont (1893–1968), deutsche Schauspielerin, Schriftstellerin und Drehbuchautorin

### J
- Jacques Dupont (Komponist) (1906–1985), französischer Komponist
- Jacques Dupont (1910–2001), kanadischer Sänger und Komponist, siehe Albert Viau
- Jacques Dupont (Theologe) (1915–1998), belgischer katholischer Theologe und Neutestamentler
- Jacques Dupont (Regisseur) (1921–2013), französischer Regisseur
- Jacques Dupont (Radsportler) (1928–2019), französischer Radsportler
- Jacques-Charles Dupont de l’Eure (1767–1855), französischer Politiker
- Jacques Pierre Dupont (1929–2002), französischer Diplomat
- Jean-Baptiste Dupont (* 1979), französischer Organist
- Jerry Dupont (Jérôme Robert Dupont; * 1962), kanadischer Eishockeyspieler und -trainer
- John Eleuthère du Pont (1938–2010), US-amerikanischer Ornithologe und Conchologe
- Joseph Dupont (Komponist) (1838–1899), belgischer Violinist, Komponist und Dirigent
- Joseph Dupont (Bischof) (1850–1930), französischer Geistlicher, Titularbischof von Thibaris
- Joseph Dupont (Architekt) (1873–1918), französischer Architekt und Politiker
- Joseph Dupont (Politiker), belgischer Politiker
- Judith Dupont (* 1925), ungarisch-französische Psychoanalytikerin und Herausgeberin

### L
- Lana du Pont (* 1939), US-amerikanische Vielseitigkeitsreiterin
- Laura duPont (1949–2002), US-amerikanische Tennisspielerin
- Leo Dupont (1797–1876), französischer römisch-katholischer Laie, Ehrwürdiger Diener Gottes
- Léon Dupont (1881–1956), belgischer Leichtathlet
- Louis Dupont (Entomologe) († 1931), französischer Entomologe
- Louis Dupont (Bildhauer) (1896–1967), belgischer Bildhauer
- Louis Dupont (Linguist) († 1965), Linguist
- Louis Dupont (Wirtschaftswissenschaftler) (* 1944), Wirtschaftswissenschaftler und Hochschullehrer
- Louis Eugène Dupont (1839–1901), Schweizer Ingenieur, Politiker und Diplomat
- Louis Pierre Henriquel-Dupont (1797–1892), französischer Kupferstecher

### M
- Madeleine Dupont (* 1987), dänische Curlerin
- Margaret Osborne duPont (1918–2012), US-amerikanische Tennisspielerin
- Marthe Dupont (geb. Marthe Trasenster; 1892–1979), belgische Tennisspielerin
- Matthieu Dupont (* 1973), französischer Geistlicher, Bischof von Laval
- Micki DuPont (* 1980), kanadischer Eishockeyspieler

### N
- Nicolas Dupont (Sänger) († 1623), Sänger von Philipp III am spanischen Königshof
- Nicolas Dupont (Orgelbauer) (1714–1781), französischer Orgelbauer
- Nicolas Dupont-Aignan (* 1961), französischer Politiker
- Normand Dupont (* 1957), kanadischer Eishockeyspieler

### O
- Oliver Dupont (Schauspieler) (* 1970), deutscher Schauspieler
- Oliver Dupont (Curler) (* 1990), dänischer Curler

### P
- Patrick Dupond (1959 2021), französischer Tänzer
- Paul Dupont des Loges (1804–1886), deutsch-französischer Geistlicher, Bischof von Metz und Politiker (Zentrum), MdR
- Pernille Dupont (* 1967), dänische Badmintonspielerin
- Philippe Dupont (Leichtathlet) (* 1958), französischer Mittelstreckenläufer
- Philippe Dupont (Sportschütze) (* 1964), belgischer Sportschütze
- Philippe Dupont (Abt), französischer Abt
- Pierre Dupont (Politiker) (1795–1878), belgischer Politiker
- Pierre Dupont (Schriftsteller) (1821–1870), französischer Schriftsteller und Lyriker
- Pierre Dupont (Diplomat) (1912–1993), Schweizer Diplomat
- Pierre Dupont (Archäologe), französischer Archäologe
- Pierre Dupont de l’Étang (1765–1840), französischer General
- Pierre Samuel du Pont IV. (1935–2021), US-amerikanischer Politiker, siehe Pierre S. du Pont IV.
- Pierre Samuel du Pont (Chemiker) (1870–1954), US-amerikanischer Chemiker und Geschäftsmann
- Pierre Samuel du Pont de Nemours (1739–1817), französischer Nationalökonom
- Pieter Dupont (1870–1911), niederländischer Kupferstecher, Radierer, Zeichner und Maler

### R
- René Dupont (Gewichtheber) (1896–1966), französischer Gewichtheber
- René Dupont (Filmproduzent) (* 1929), britischer Filmproduzent
- René Marie Albert Dupont (* 1929), französischer Geistlicher, Bischof von Andong
- René Dupont (Schrittmacher), Schrittmacher im Radsport
- Richard Henry Puech dit Dupont (1798–1873), französischer Naturalienhändler und Entomologe
- Roland Dupont (1909–2004), US-amerikanischer Jazzposaunist
- Ronnie DuPont (1937–2015), US-amerikanischer Jazzpianist

### S
- Stella Dupont (* 1973), französische Politikerin

### T
- T. Coleman du Pont (1863–1930), US-amerikanischer Geschäftsmann und Politiker
- Tiffany Dupont (* 1981), US-amerikanische Schauspielerin
- Timothy Dupont (* 1987), belgischer Radrennfahrer

### Y
- Yul Mark Du Pont (* 1971), eswatinischer Schwimmer